# IFreses Aparta-Studios
El edificio iFreses es un edificio ubicado en la Transversal 83, en Freses de Curridabat, Costa Rica. Se inauguró en 2019, este edificio se convirtió en su inauguración en el segundo edificio más alto de Curridabat, solo superado por Edificio Nest Freses que se inauguró unos meses antes en el mismo 2019, iFreses además es uno de los edificios más altos de Costa Rica.

## Descripción
El inmueble es un edificio residencial desarrollado por la empresa Civitar Desarrolladores, este se hizo de concreto y consta de  un total de 25 pisos y 73 metros de altura. Este proyecto tiene la primera y más alta torre de parqueos automatizada en el país, pues contará con el sistema Speedy Parking.